# Texture15
『Texture15』は、Koji Nakamura/Nyantoraのアルバム。2018年5月16日にMeltintoより発売された。

## 解説
SUPERCARのフロントマンである中村弘二がKoji Nakamura/Nyantora両名義で制作しているCD-Rシリーズ「Texture」の第15弾。
中村のオンラインショップ「Meltinto」や、ライブ会場で販売されている。
ジャケットのスタンプの色は黒、色紙は赤。
2022年3月24日に収録曲全ての曲名が発表された。

## 収録曲
1. Black Cooking
2. The Dark Ages/First Light
音源がSoundCloudで公開されている。「Texture Web」にも収録された。
3. S.L.O.W.
4. LE
5. Nocturne
「Texture Web2」にも収録された。後にショートPVが中村の公式Twitterで公開された。
6. Horizon
7. BeBop
8. Fun
9. All I Want
ショートPVが中村の公式Twitterで公開されている。

全作曲・編曲：中村弘二